# Dua Paya
Dua Paya is een bestuurslaag in het regentschap Pidie van de provincie Atjeh, Indonesië. Dua Paya telt 797 inwoners (volkstelling 2010).